# Anna Wood (canoë-kayak)
Pour les articles homonymes, voir Anna Wood et Wood.
Anna Wood, née Annemarie Cox le 22 juillet 1966 à Ruremonde, est une kayakiste néerlando-australienne pratiquant la course en ligne.
Elle était mariée au kayakiste australien Steven Wood.

## Palmarès

### Jeux olympiques de canoë-kayak course en ligne
- 1988 à Séoul,  Corée du Sud
  -  Médaille de bronze en K-2 500m
- 1996 à Atlanta,  États-Unis
  -  Médaille de bronze en K-2 500m